# Consistoire Bordeaux
Das Consistoire Bordeaux, mit Sitz in der französischen Stadt Bordeaux, wurde wie das Consistoire central israélite und weitere sechs regionale Konsistorien von Napoleon durch ein kaiserliches Dekret vom 15. März 1808 geschaffen.

## Aufgaben
Die Konsistorien, die einen halbstaatlichen Status erhielten, sollten nach protestantischem Vorbild die inneren Angelegenheiten der jüdischen Glaubensgemeinschaft regeln. Das Konsistorium hatte den Kultus zu verwalten, die Juden zur Ausübung nützlicher Berufe anzuhalten und den Behörden die jüdischen Rekruten zu benennen.
In der dreigliedrigen hierarchischen Struktur stand oben das Consistoire central israélite (Zentrales Konsistorium) in Paris, dem die regionalen Konsistorien (Consistoires régionaux) unterstanden, und diesen waren die einzelnen jüdischen Gemeinden (communautés juives) untergeordnet. Die Konsistorien hatten die Aufgabe, die Religionsausübung innerhalb der staatlichen Gesetze zu überwachen und die Steuern festzulegen und einzuziehen, damit die Organe der jüdischen Konfession ihre Ausgaben bestreiten konnten.
Mit dem 1905 in Kraft getretenen Gesetz zur Trennung von Kirche und Staat endete die Zeit der Konsistorien. Die jüdischen Gemeinden mussten sich nun als Vereinigungen (associations) konstituieren und ohne staatliche Zuwendungen auskommen.

## Mitglieder
Jedes regionale Konsistorium besaß einen Großrabbiner und vier Laienmitglieder, die von den jüdischen Notabeln der angeschlossenen Gemeinden gewählt wurden.

## Gemeinden
Nach dem Annuaire israélite für 1855/56 war das Konsistorium Bordeaux für die jüdischen Gemeinden der Départements Gironde, Charente, Deux-Sèvres, Haute-Vienne, Lot-et-Garonne, Puy-de-Dôme und Vienne zuständig. Die angeschlossenen jüdischen Gemeinden hatten im Jahr 1855 insgesamt 4.000 Mitglieder:
- Jüdische Gemeinde Bordeaux, 3.200 Personen
- Jüdische Gemeinde Clermont-Ferrand, 120 Personen
- Jüdische Gemeinde Libourne, 100 Personen

Nach der Neueinteilung der regionalen Konsistorien im Jahr 1872 gehörten dem Konsistorium Bordeaux folgende Gemeinden an:
- Jüdische Gemeinde Bordeaux
- Jüdische Gemeinde Poitiers
- Jüdische Gemeinde Nantes
- Jüdische Gemeinde Laval